# Сянейи-Тракай
Сянейи-Тракай или Старый Тракай (лит. Senieji Trakai) — деревня в Тракайском районе Литвы в 4 км к юго-востоку от Тракая. Центральная часть деревни провозглашена архитектурным заповедником и входит в Тракайский исторический национальный парк. Через деревню проходит Петербурго-Варшавская железная дорога.
По данным литовской переписи 2011 года, она насчитывает 1369 жителей — литовцев, поляков и русских.
На главной улице преобладают унифицированные деревянные дома, обращённые к ней фасадом с двумя окнами.

## История
Название Троки, полученное от лит. trakas — «поляна», предполагает, что замок был построен на пустыре после вырубки леса. В 1321 году великий князь литовский Гедимин незадолго до переноса столицы своего государства из Новогрудка в Вильну (совр. Вильнюс) сделал Троки своей главной резиденцией, построив кирпичный замок, где через 30 лет родился его внук — знаменитый Витовт. В 1337 году поселение стало центром созданного Трокского княжества.
Стал известен как Старые Троки после постройки во второй половине XIV века трокским князем Кейстутом неподалёку нового замка; возникшие вокруг него Новые Троки и есть сегодняшний Тракай. Замок же в Старых Троках был разрушен Тевтонским орденом в 1391 году. Руины замка были дарованы Витовтом в 1405 году бенедиктинским монахам, которые, вероятно, встроили их в здания своего монастыря, частью дошедшие до нашего времени. Монастырь стоит на старом замчище.

В «Военно-статистическом обозрении Российской империи. Том IX. Часть 2. Виленская губерния» за 1848 год про Старые Троки содержатся следующие сведения, списанные с произведения этнографа-романтика Владислава Сырокомли «Прогулки по Литве выехав из Вильно»:
«Старые Троки основаны на месте древней Литовской крепости Гиркани, в 1045 году, а Новые Троки были столицею Великого Княжества Литовского при Гедемине и уже процветали в 1320 году. Возле Трок на острове, посреди озера, находятся развалины древнего Гедиминова замка, который в 1655 году, во время войны России с Польшею был взят русскими и разрушен, а с того времени не возобновлялся. Троки замечательны в древности тем, что все жители были Православного вероисповедания. Здесь находились 2 монастыря и 7 православных церквей, из которых ныне не осталось ни одной».

## Население
В 1884 году 87 % населения составляли литовцы, 12 % — белорусы, 1 % — поляки.
| 1799                                                                                                 | 1833 | 1860 | 1904 | 1959 | 1970 | 1979 |
| --- | ---- | ---- | ---- | ---- | ---- | ---- |
| 141                                                                                                  | 61   | 164  | 297  | 339  | 341  | 632  |
| 1982                                                                                                 | 1986 | 1989 | 2001 | 2011 | 2021 | -    |
| 760                                                                                                  | 1075 | 1331 | 1501 | 1396 | 1219 | -    |
| - * согласно году выпуска энциклопедии. Год, за который данные содержатся в энциклопедии, не указан. |      |      |      |      |      |      |
| Гистограмма динамики населения                                                                       |      |      |      |      |      |      |

## Галерея

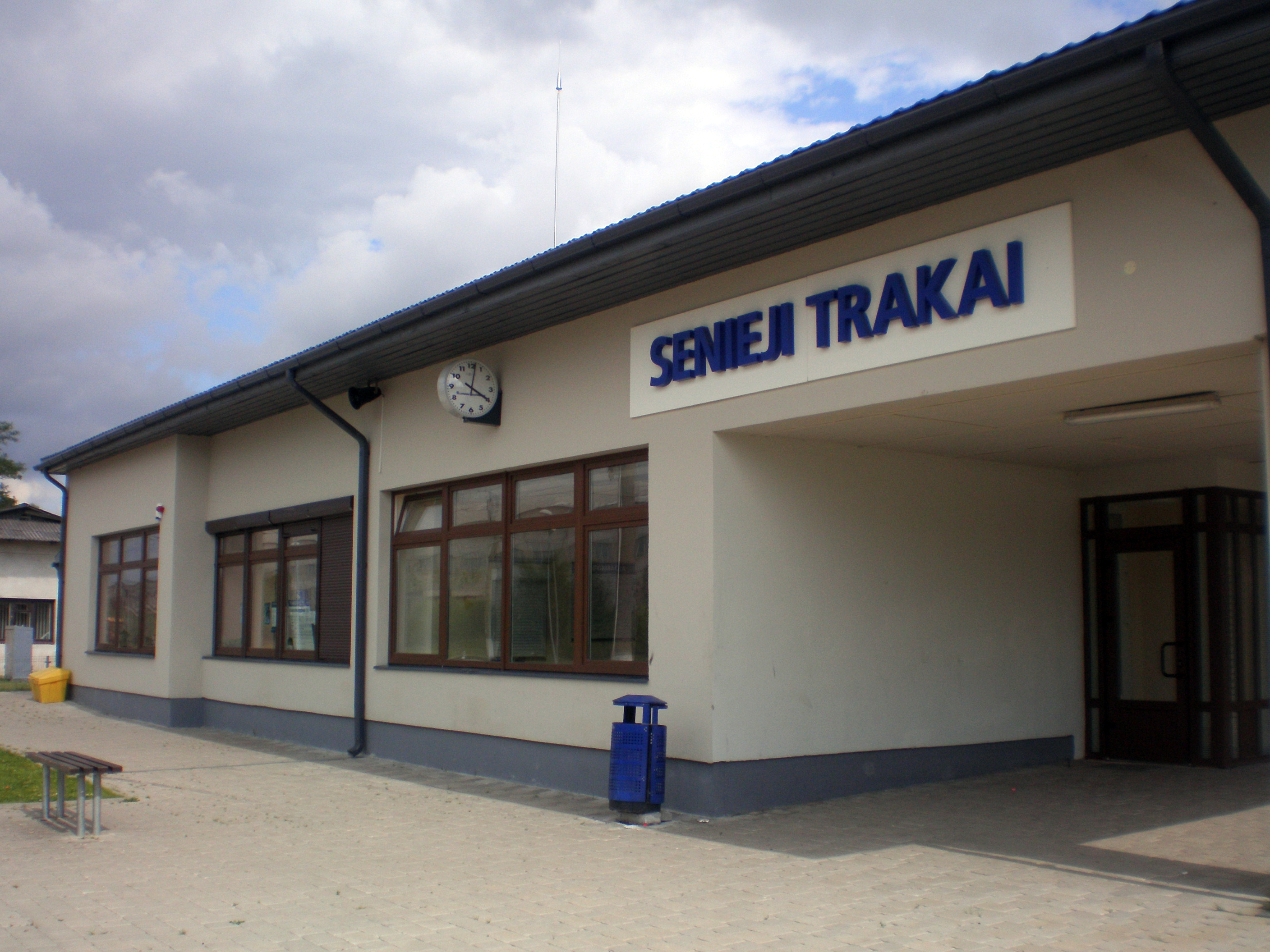
Железнодорожная станция «Сянейи Тракай»
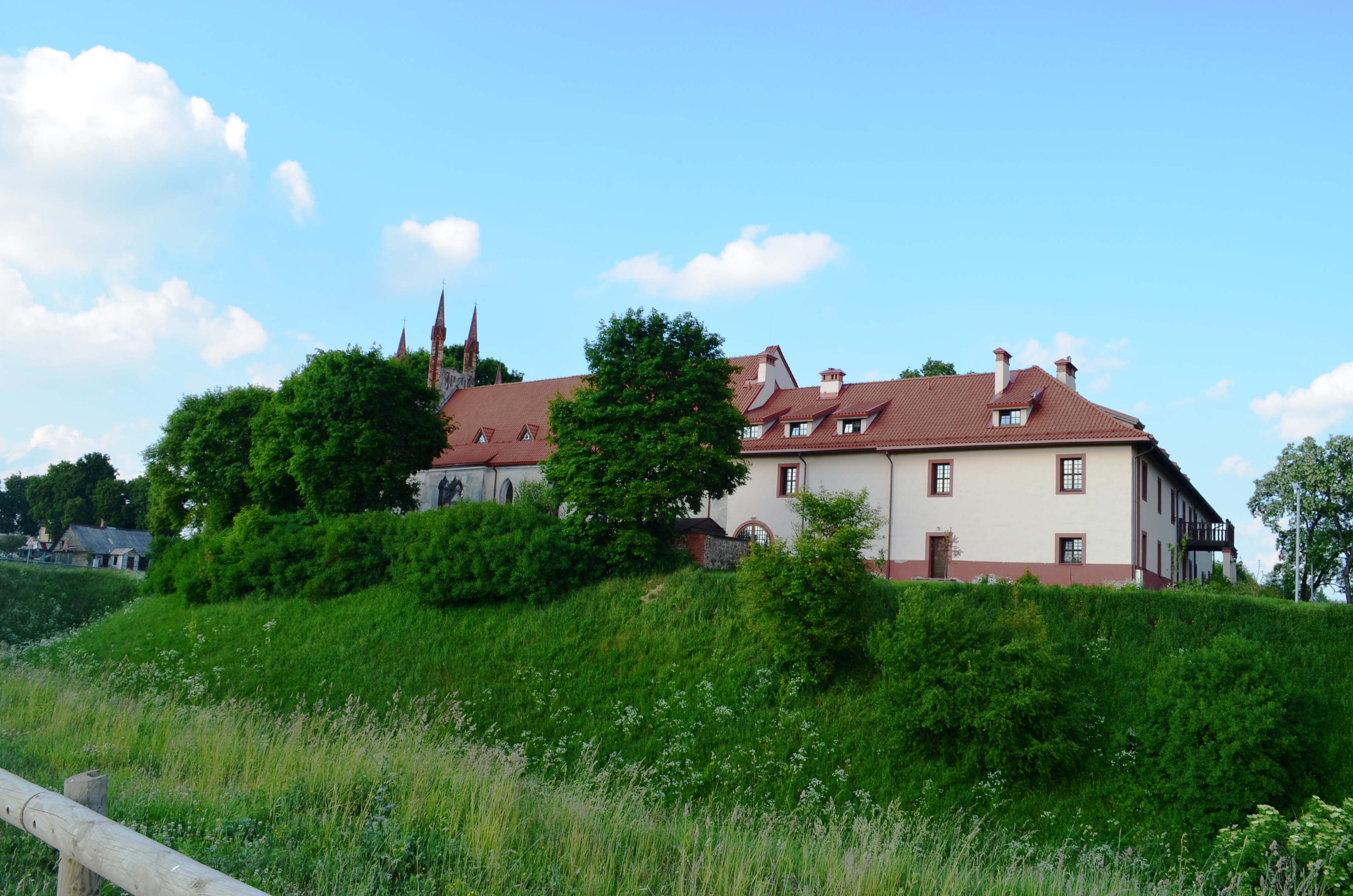
Монастырь построенный на месте древнего замка
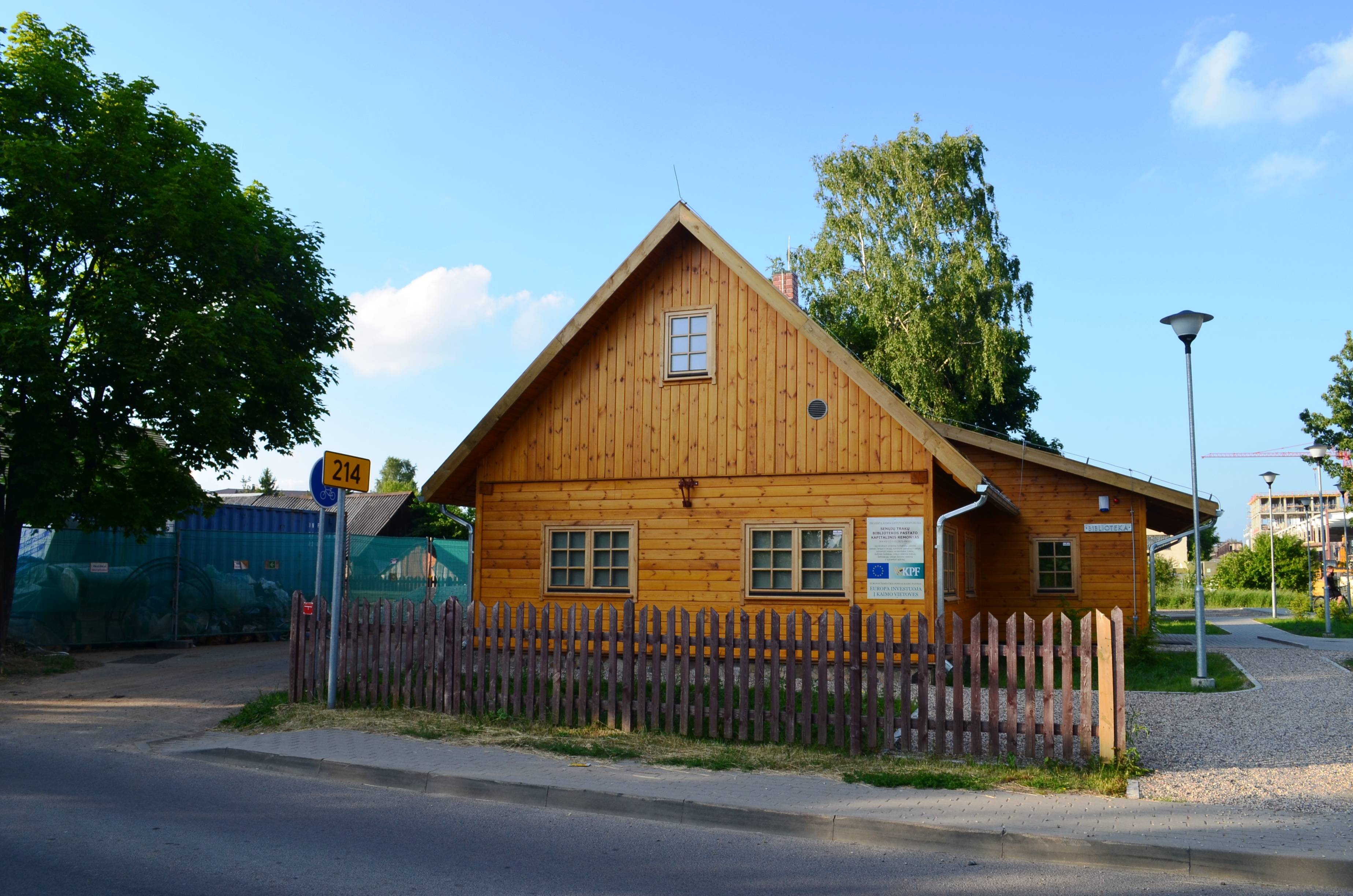
Библиотека
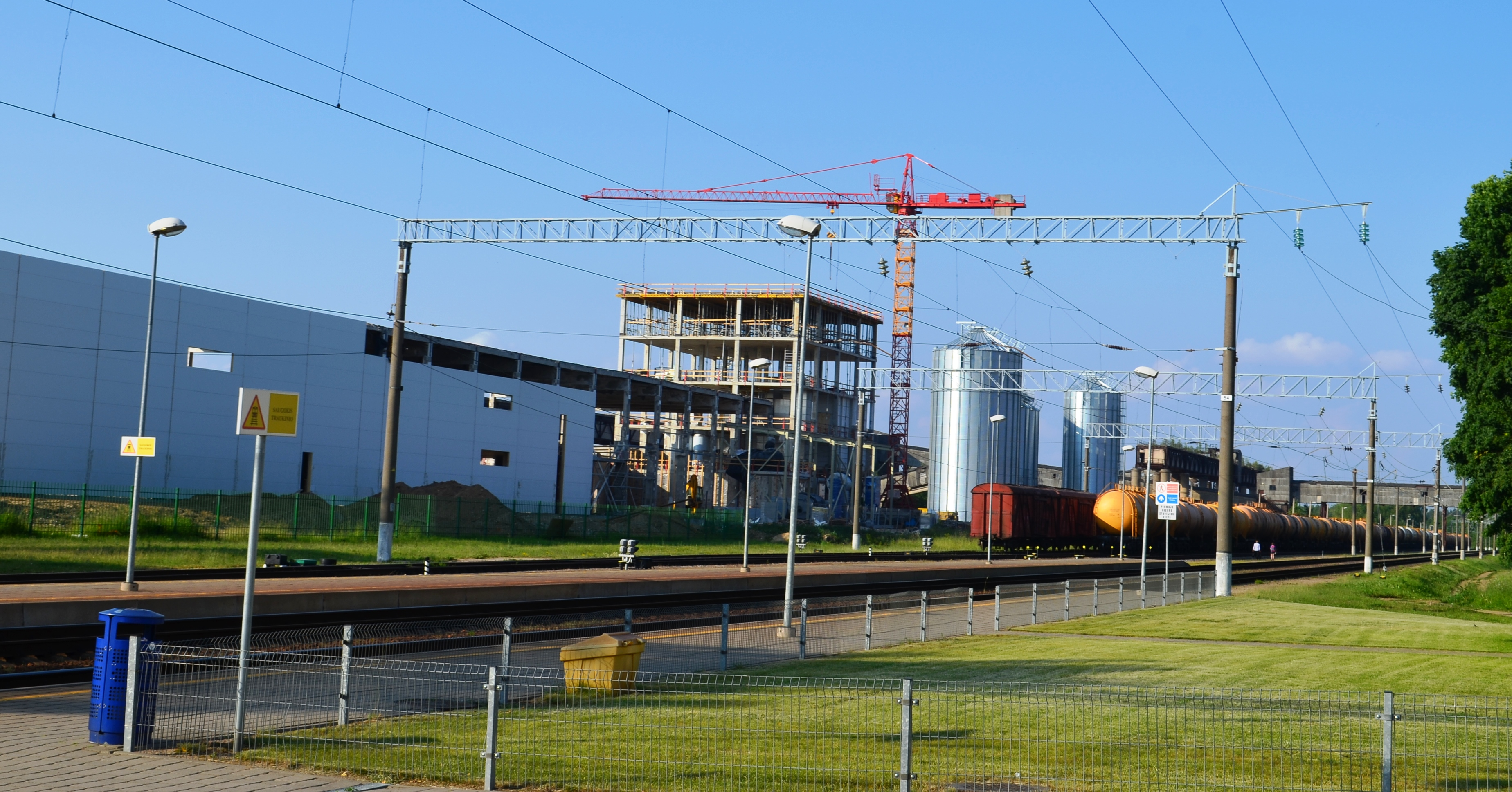
Различные зерноперерабатывающие и пробиотические производства компании UAB „Grainmore“
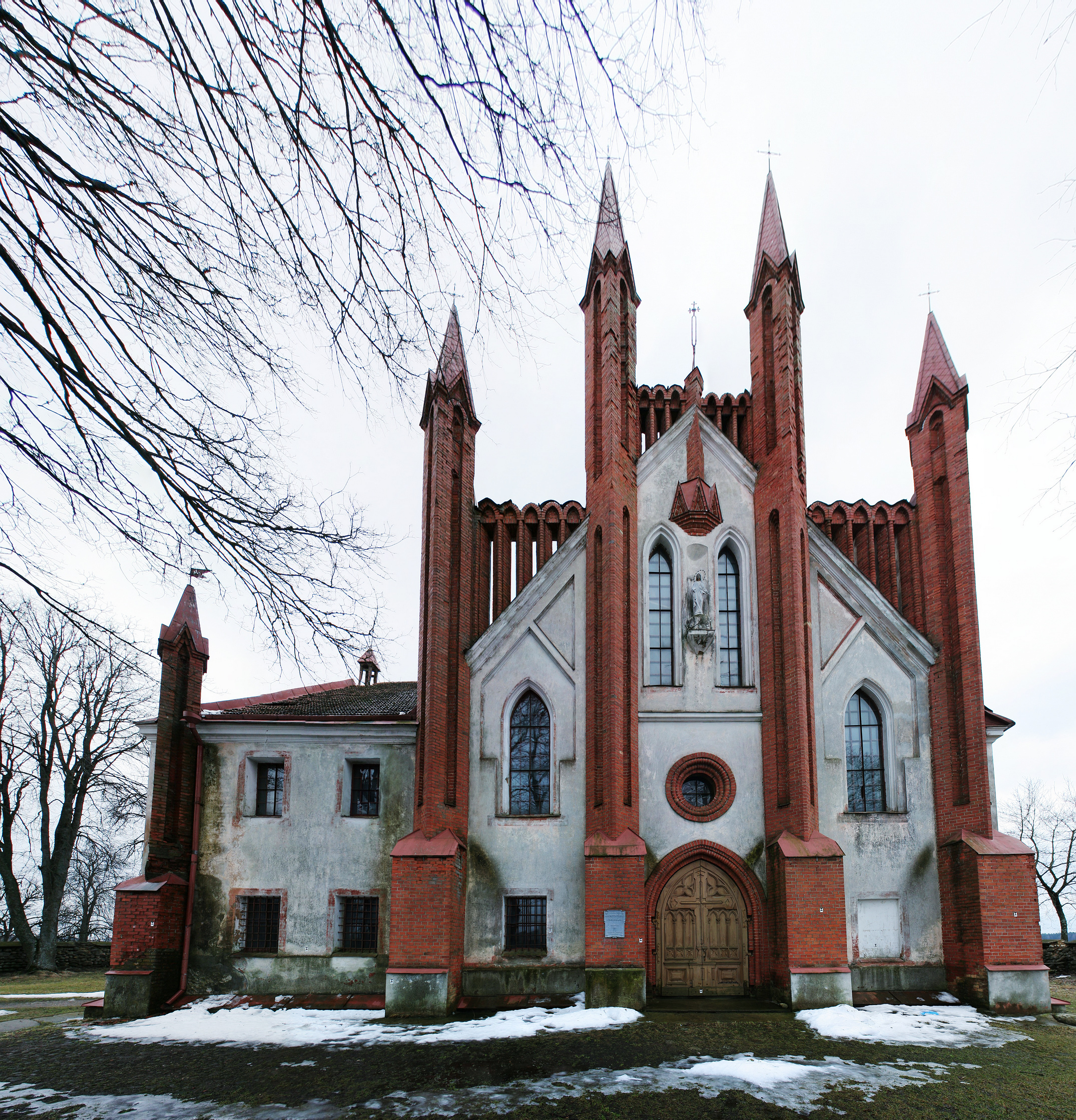
Костёл в Сянейи Тракай